# Nikita (seriál)
Nikita je americký dramatický televizní seriál, jehož autorem je Craig Silverstein. Je adaptací filmu Brutální Nikita z 90. let 20. století. Premiérově byl vysílán v letech 2010–2013 na stanici The CW. Celkově bylo natočeno 73 dílů ve čtyřech řadách.
Seriál se soustředí na Nikitu (Maggie Q), která utekla od tajné organizace Divize a po třech letech schovávání se rozhodla organizaci pomstít. Hlavní role v seriálu hráli Maggie Q, Lyndsy Fonseca, Shane West, Aaron Stanford, Melinda Clarke, Xander Berkeley, Noah Bean, Tiffany Hines, Ashton Holmes, Dillon Casey a Devon Sawa.

## Příběh
Problémová teenagerka Nikita je těsně před vykonáním trestu smrti zachráněna tajnou americkou agenturou zvanou Divize. Ta zinscenuje její smrt a řekne jí, že byla dána druhá šance, že může začít nový život a sloužit své vlasti. Následně byla vycvičena jako špión a zabiják bez emocí. Ze spárů Divize ale utekla a skrývala se. Po třech letech se v New Jersey vrací zpět s cílem Divizi zlikvidovat.

## Obsazení

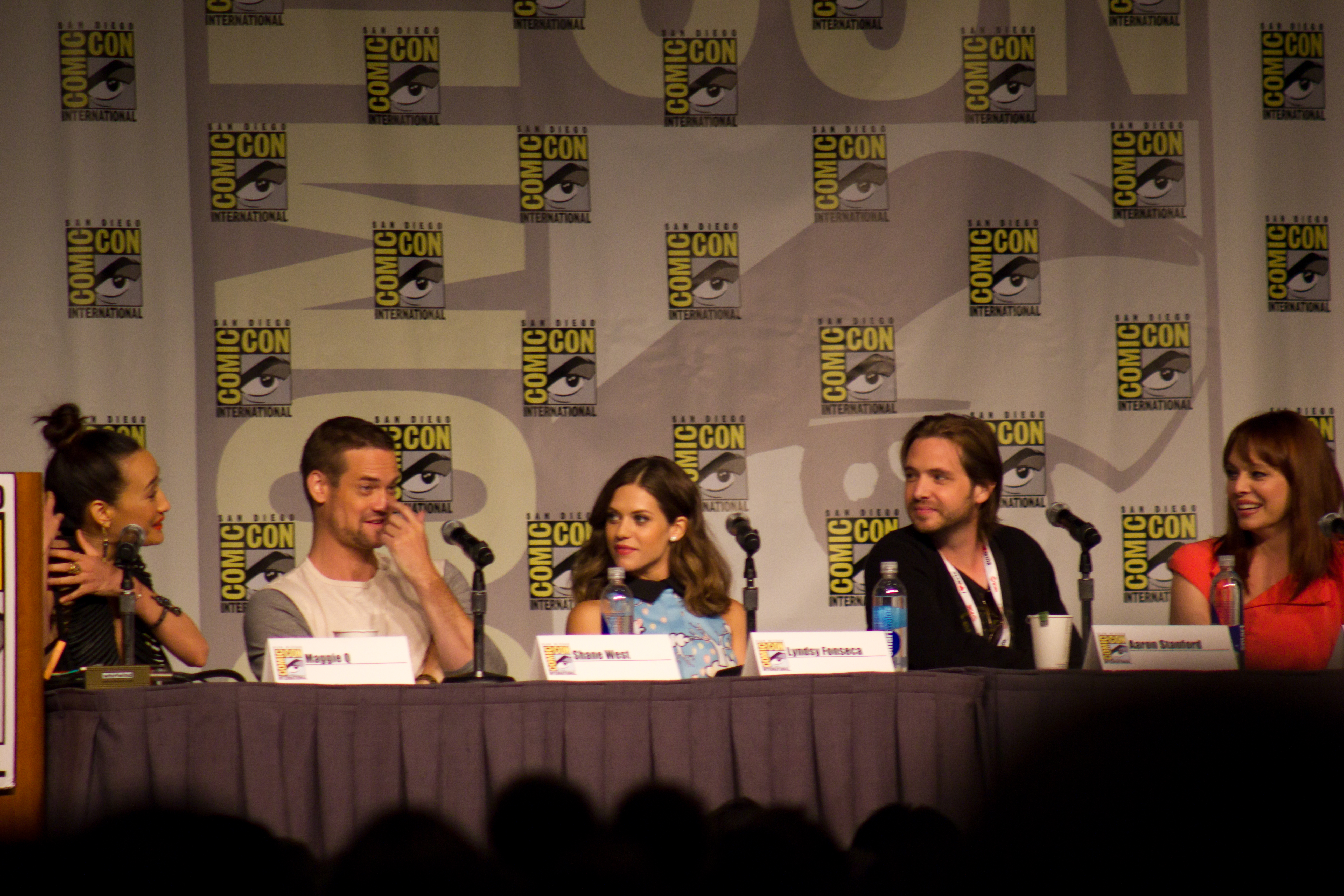
Část obsazení seriálu na Comic Conu v roce 2013

### Hlavní role
- Maggie Q (český dabing: Jitka Moučková) jako Nikita Mearsová (1.–4. řada)
- Shane West (český dabing: Marek Holý) jako Michael Bishop (1.–4. řada)
- Lyndsy Fonseca (český dabing: Jana Stryková) jako Alexandra Udinovová (1.–4. řada)
- Aaron Stanford (český dabing: Michal Holán) jako Seymour Birkhoff / Lionel Peller (1.–4. řada)
- Melinda Clarke (český dabing: Stanislava Jachnická) jako Helen „Amanda“ Collinsová (1.–4. řada)
- Xander Berkeley (český dabing: Pavel Šrom) jako Percival „Percy“ Rose (1.–2. řada)
- Ashton Holmes (český dabing: Filip Čapka) jako Thom (1. řada)
- Tiffany Hines (český dabing: Týna Průchová) jako Jaden (1. řada)
- Dillon Casey (český dabing: ?) jako Sean Pierce (2.–3. řada)
- Noah Bean (český dabing: Vojtěch Hájek) jako Ryan Fletcher (3.–4. řada, jako host v 1. a 2. řadě)
- Devon Sawa (český dabing: Petr Gelnar) jako Owen Elliot / Sam Matthews (3.–4. řada, jako host v 1. a 2. řadě)

### Vedlejší role
- Rob Stewart jako Roan (1.–2. řada)
- Peter Outerbridge jako Ari Tasarov (1.–3. řada)
- Thad Luckinbill jako Nathan Colville (1. řada)
- Alberta Watson jako Madeline Pierceová (2. řada)
- Lyndie Greenwood jako Sonya (2.–4. řada)
- Helena Mattsson jako Cassandra Ovechkinová (2. řada)
- Peter J. Lucas jako Sergei Semak (2. řada)
- Cameron Daddo jako Charles Grayson (2. řada)
- Michelle Nolden jako Kathleen Spencerová (2.–4. řada)
- David S. Lee jako Phillip Jones (2. řada, 4. řada)
- Sarah Allen jako Anne (3. řada)
- Richard T. Jones jako Evan Danforth (3. řada)

## Produkce
Stanice The CW se dlouho zajímala o akční seriál, který se bude odehrávat okolo silné ženské postavy v hlavní roli. Dne 27. ledna 2010 stanice objednala pilotní díl k seriálu. Seriál je inspirovaný francouzským filmem Brutální Nikita z roku 1990 a má k němu blíž, než jeho stejnojmenná seriálová adaptace z 90. let. Ze seriálu si však nový pořad vypůjčil několik postav, nebo alespoň jejich jmen.
Dne 21. května 2010 stanice oficiálně potvrdila vybrání seriálu do televizní sezóny 2010/2011.

## Vysílání
| Řada | Díly | Premiéra v USA     | Premiéra v USA    | Premiéra v ČR   | Premiéra v ČR   |
| Řada | Díly | První díl          | Poslední díl      | První díl       | Poslední díl    |
| ---- | ---- | ------------------ | ----------------- | --------------- | --------------- |
| 1    | 22   | 9. září 2010       | 12. května 2011   | 11. září 2012   | 19. února 2013  |
| 2    | 23   | 23. září 2011      | 18. května 2012   | 26. února 2013  | 13. srpna 2013  |
| 3    | 22   | 19. října 2012     | 17. května 2013   | 18. března 2014 | 15. dubna 2014  |
| 4    | 6    | 22. listopadu 2013 | 27. prosince 2013 | nebylo vysíláno | nebylo vysíláno |

Seriál byl v USA vysílán od 9. září 2010 do 27. prosince 2013. První řada měla 22 dílů, druhá 23 dílů, třetí 22 dílů a poslední čtvrtá řada měla šest dílů. Nikita byla nasazena ve čtvrteční večer po seriálu Upíří deníky. Dne 17. března 2011 byla objednána druhá řada, která se vysílala v pátek večer. Třetí řada byla objednána 11. května 2012. Poslední čtvrtá řada byla zkrácena na šest dílů a byla natočena kvůli dokončení děje.
V Česku byl první díl seriálu poprvé vysílán 12. září 2012.

## Ocenění
Seriál získal několik nominací na ceny jako People's Choice Awards, Teen Choice Awards a Emmy. Shane West získal v roce 2011 cenu Teen Choice Awards v kategorii Nejlepší televizní herec v akčním seriále. V roce 2012 získal seriál cenu IGN Summer Movie Award v kategorii Nejlepší akční seriál.